# Karen Anne Buljo
Karen Anne Buljo, född 1 juli 1964, är en norsk-samisk författare som skriver på både nordsamiska och norska. Hon har gett ut tre diktsamlingar och skrivit flera barnböcker. För hennes diktsamling Amulettspeilet (originaltitel Šiellaspeajal), blev hon nominerad till Nordiska rådets pris för barn- och ungdomslitteratur 2019. Hon blev även nominerad året efter för barnboken Guovssu guovssahasat (Norrskenets färger).

## Diktsamlingar
Buljo debuterade som författare 2008 när diktsamlingen  Jeg hvisker en hemmelighet til meg selv gavs ut. 2017 gavs hennes andra diktsamling ut, Šiellaspeajal. Hon översatte själv diktsamlingen till norska 2019, och den norska utgåvan nominerades till Nordiska rådets pris för barn- och ungdomslitteratur 2019.

## Barn- och ungdomslitteratur
Buljo skapade en radioteater för barn vid namn Pelle njoammil (Pelle kanin) år 2007. Radioteatern dramatiserades och sattes upp vid Beaivváš Sámi Našunálateáhter våren 2019.
Buljo gav ut sin första barnbok 2008, skriven på nordsamiska. Boken fick namnet Stephen Borrough.
Buljo nominerades tillsammans med illustratören Inga-Wiktoria Påve till Nordiska rådets pris för barn- och ungdomslitteratur 2020 för boken Guovssu guovssahasat (Norrskenets färger) som gavs ut 2019.